# Sukhoi

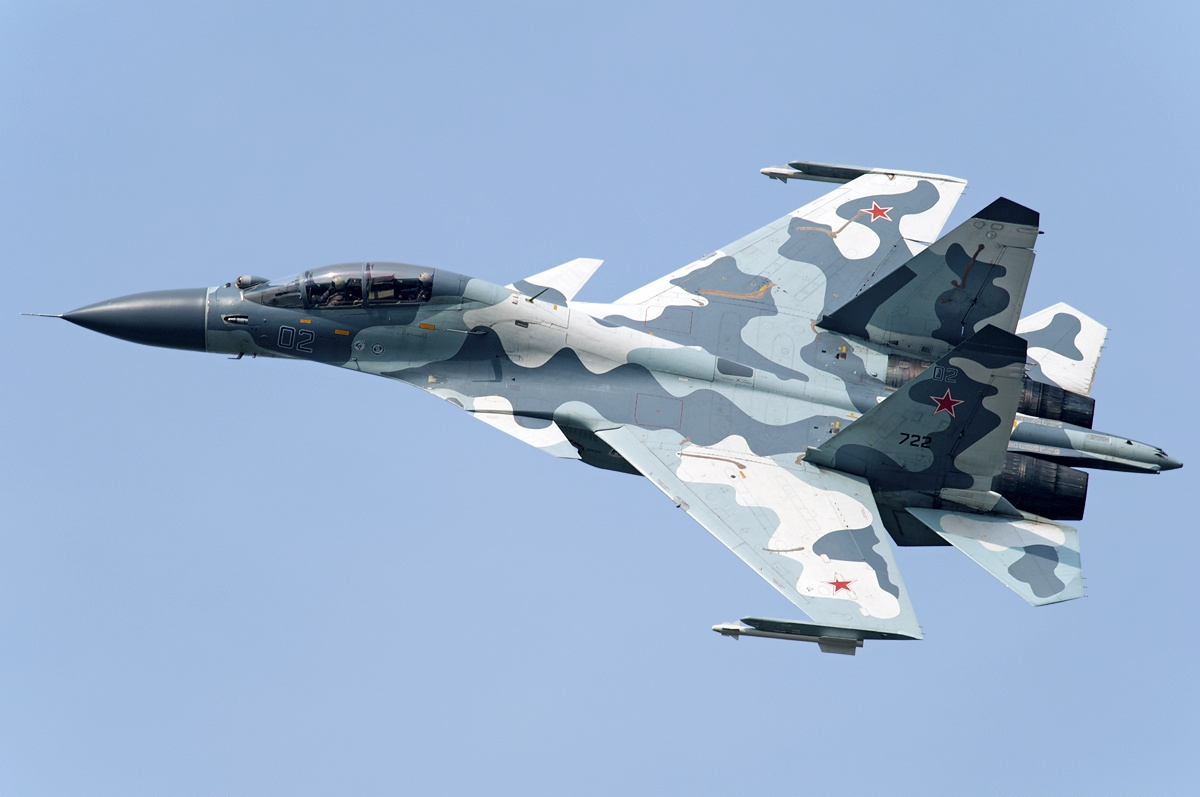
Sukhoi-30

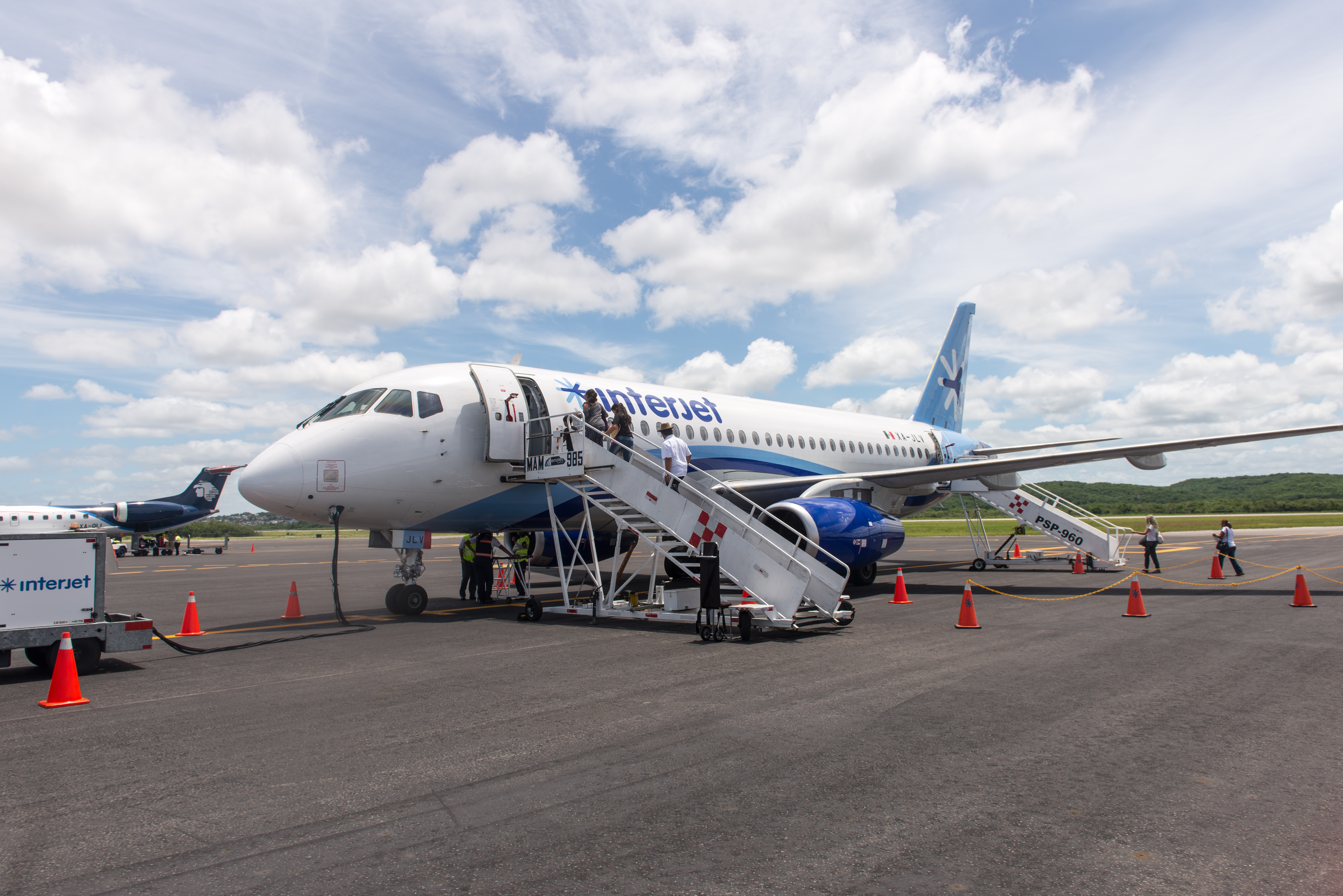
Sukhoi Superjet 100 (Campeche, Mexico)

Sukhoi (en rus: Cухой) és un fabricant líder d'avions militars soviètics i russos La companyia va ser fundada per Pàvel Sukhoi el 1939 sota el nom de "Oficina de Disseny Sukhoi" i des del 2009 i és coneguda com a Sukhoi Corporation, una empresa propietat del grup aeroespacial Irkut, membre del consorci OAK.

## Activitats
El negoci inclou l'oficina de disseny, que es troba a Moscou, i les instal·lacions de fabricació a Novossibirsk, a Komsomolsk na Amure, Vorónej i Irkutsk.
La gamma de productes va des d'avions acrobàtics als avions de combat. El 1996, el govern va reunir la major part dels seus avions formant Sukhoi Aviation Military Industrial Combine (Sukhoi AIMC). Paral·lelament, altres entitats, com ara la fàbrica d'Ulan Ude, la fàbrica de Tbilisi, les fàbriques de Belarús i Ucraïna, van establir un avió d'atac transnacional Sukhoi alternatiu (planejant produir, per exemple, Su-25 TM).
La majoria de les aeronaus produïdes per Sukhoi equipen o han equipat la Força Aèria de Rússia, però els avions destinats a l'exportació estan presents en molts països. Això és Armènia, Algèria, l'Índia, la Xina, l'Iraq, Polònia, la República Txeca, la República Eslovaca, Hongria, la República Democràtica Alemanya, Síria, Corea del Nord, el Vietnam, Afganistan, el Iemen, Egipte, Líbia, Iran, Angola, Etiòpia, Veneçuela i el Perú. En total més de 2.000 avions Sukhoi han estat exportats a l'estranger.

## Avions produïts

### Avions militars
- Su-2
- Su-7 Fitter i Su-7 UTI Moujik (versió UTI d'entrenament)
- Su-9 / Su-11 Fishpot i Su-9 UTI Maiden (versió UTI d'entrenament)
- Su-15 / Su-21 Flagon
- Su-17 / Su-20 / Su-22 Fitter (versió d'exportació)
- Su-23 Fitter (projecte versió naval)
- Su-24
- Su-25
- Su-26
- Su-27 (Flanker A/B) → J-11 (Xina)
- Su-29
- Su-30
- Su-31
- Su-33
- Su-34
- Su-35
- Su-37
- Su-39
- Su-47

### Avions comercials
- S-80, bimotor de capacitats STOL (mal denominat Su-80)
- Sukhoi Superjet 100 Projecte d'avió regional amb Beríev i Iliushin (desenvolupament actual per Sukhoi en solitari)

### Avions civils acrobàtics
- Su-26 monoplaça
- Su-29 biplaça Solerno's AfterBuerner
- Su-31 monoplaça
- Su-49 monoplaça